# Nodo scorsoio

Costruzione di un nodo scorsoio

Un nodo scorsoio è un nodo che si presenta con un occhiello scorrevole che ha la caratteristica di serrarsi in risposta della tensione della corda. Si crea annodando un capo di una corda sulla corda stessa, e si serra tirando l'estremità libera mentre nell'occhiello è inserito l'oggetto che si vuole fermare.
La caratteristica del nodo scorsoio di serrare l'occhiello in risposta alla tensione della corda lo ha tragicamente associato alla morte per impiccamento che questo nodo produce a causa del peso di chi abbia il collo inserito nell'occhiello, rendendolo un simbolo e uno strumento del suicidio e della pena capitale, e praticamente annullandone l'associazione mentale al suo uso marinaresco o pratico originario.